# Санта Фе (Ню Мексико)
Вижте пояснителната страница за други значения на Санта Фе.
За аржентинския град Санта Фе вижте Санта Фе (Аржентина).
Санта Фе (на испански и на английски: Santa Fe, в превод от испански „Свещена вяра“) е град и столица на щата Ню Мексико в САЩ. Санта Фе е и окръжен център на окръг Санта Фе. Санта Фе е с население от 83 776 жители (по приблизителна оценка от 2017 г.). Общата площ на града е 96,90 км² (37,40 мили²).
Санта Фе е разположен на 2132 метра (7000 фута) надморска височина, което го прави най-високо разположената столица на американски щат от всички 50 столици.
Както и в други градове в Америка, в Санта Фе е напълно забранено пушенето в заведения и на обществени места, като дори няма определени секции за пушачи в тях.

## Побратимени градове
- Бухара, Узбекистан
- Парал, Мексико
- Санта Фе, Испания